# Cambará

Cambará este un oraș în Paraná (PR), Brazilia.